# La Crique
La Crique – miejscowość i gmina we Francji, w regionie Normandia, w departamencie Sekwana Nadmorska.
Według danych na rok 1990 gminę zamieszkiwały 273 osoby, a gęstość zaludnienia wynosiła 27 osób/km² (wśród 1421 gmin Górnej Normandii La Crique plasuje się na 636. miejscu pod względem liczby ludności, natomiast pod względem powierzchni na miejscu 343.).